# 蟲媒花

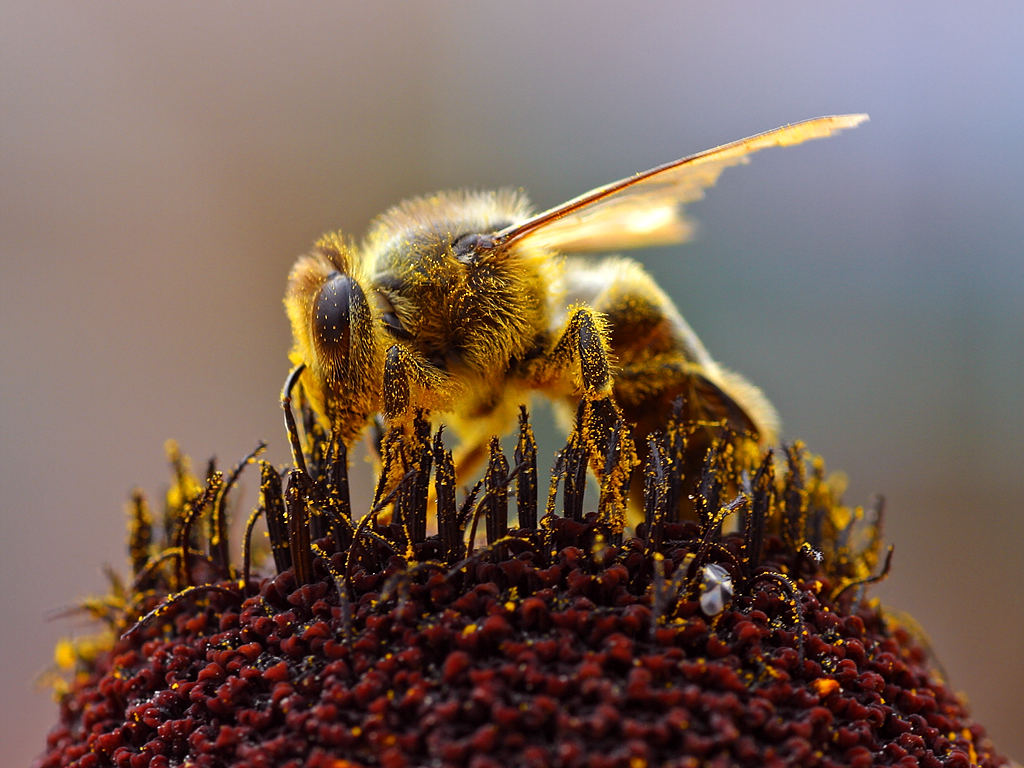
全身沾滿花粉的蜜蜂

蟲媒花並不是一種花的名稱，而是指某一類植物利用昆蟲來傳粉，讓花進行受粉而傳衍後代。這類植物也稱蟲媒授粉植物，是植物界裡有花植物的授粉方式之一。傳粉的方式除了自花受粉以外，一般情況大多數區分為「蟲媒」與「風媒」兩大類。不過事實上細分下來還有動物媒、鳥媒與水媒等數種。蟲媒花絕大多數屬於帶有香味、花瓣較大而顏色鮮豔含有花蜜的花，吸引昆蟲。這些也是風媒花所沒有的特徵。

## 主要說明

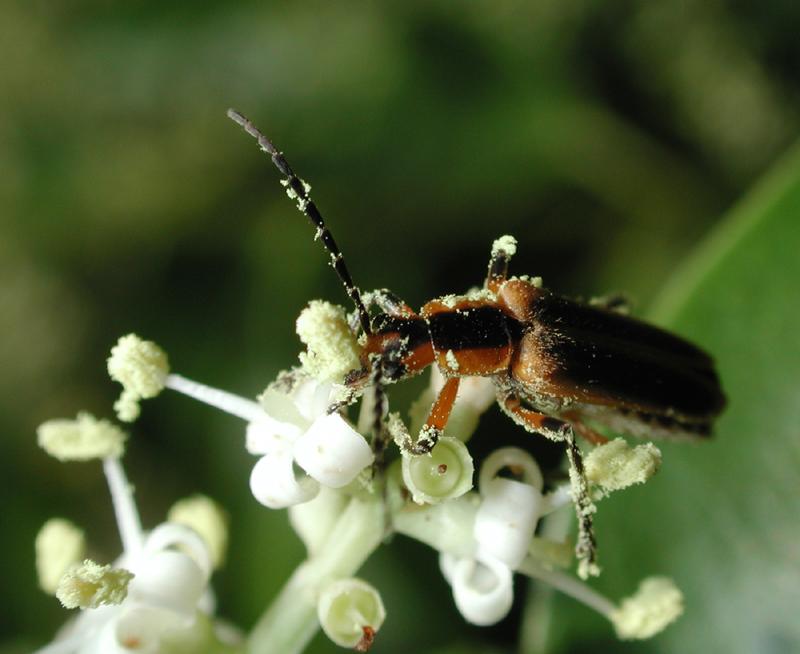
正在傳粉的甲蟲

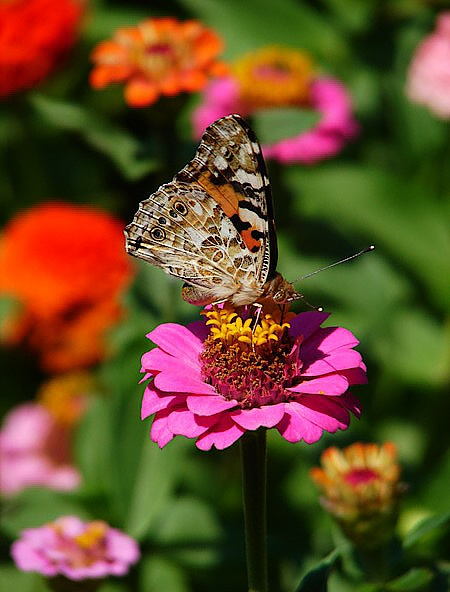
吸食花蜜中的蝶

花是被子植物門中植物主要的生殖器官之一，其構造中包含的雄蕊會產生花粉，這些花粉傳到了雌蕊的柱頭上，經花粉管達到胚囊後受精。最後就會產生果實與種子，種子落地發芽後就達到傳宗接代這個重要的使命，也稱之為有性繁殖。因為花粉不會自己直接跑到雌蕊上，所以花朵以他美麗的外型及香氣或獨特的氣味，來引誘各種昆蟲，並且還有提供花蜜給昆蟲吸食，讓這些昆蟲在採集花蜜的同時，將花粉帶到雌蕊。這些昆蟲就成為名副其實的媒婆，幫助蟲媒花繁衍下一代，同時昆蟲也得到其花蜜為主食，成為昆蟲與植物的一種共生。
絕大多數的有花植物都可以是利用昆蟲來協助傳粉，當然同時也能是風媒以及動物媒。不過有花植物的花粉比較重，而且花粉也不似裸子植物的花粉那麼輕與多，容易隨風飄動，所以大都利用昆蟲與動物（例如鳥、蝙蝠）為主要傳粉的方式。昆蟲中最具代表的就是蜜蜂與蝴蝶，其他也有甲蟲、螞蟻，甚至是蒼蠅等。

## 外部連結
- （中文）認識植物－傳播與繁殖 （页面存档备份，存于）
- （中文）植物的受粉
- （日語）花的歲時記－植物用語辭典
- （日語）有關蟲媒花